# Patryk
Patryk – oboczna, skrócona wersja imienia Patrycjusz, posiadającego też formę Patrycy. Pochodzenie i znaczenie: łacińskie: patricius – patrycjuszowski, szlachecki, szlachetnie urodzony, zasiadający w senacie. Forma żeńska to Patrycja.
Patryk imieniny obchodzi 17 marca.
Odpowiedniki w innych językach:
- język angielski: Patrick
- język arabski: نبيل (Nabil)
- język baskijski: Patirki
- język bułgarski: Патрик (Patrik)
- język chiński: 帕特里克 (Pàtèlǐkè)
- język chorwacki: Patrik
- język czeski: Patrik
- język farerski: Pátrikur
- język francuski: Patrice, Patrick
- język gaelicki szkocki: Pàdraig
- język grecki: Πατρίκιος
- język hebrajski: פטריק (Patrik)
- język hiszpański: Patricio
- język irlandzki: Pádraic, Pádraig, Pádruig
- język islandzki: Patrekur
- język japoński: パトリック (Patorikku)
- język kataloński: Patrici
- język koreański: 패트릭 (Paeteurik), 파트리시오 (Patrisio)
- język litewski: Patrikas
- język łotewski: Patriks
- język maltański: Patrizju
- język niderlandzki: Patrick, Patricius
- język niemiecki: Patrick
- język norweski: Patrik, Patrick, Patryk
- język portugalski: Patrício, Patrique
- język rosyjski: Патрик (Patrik)
- język rumuński: Patriciu
- język serbski: Патрик (Patrik)
- język szwedzki: Patrik
- język ukraiński: Патрік (Patrik)
- język węgierski: Patrik
- język włoski: Patrizio

## Osoby noszące imię Patryk
Święci o imieniu Patryk
- święty Patryk (ok. 389–461) – święty Kościoła celtyckiego, główny patron Irlandii
- Patryk Dong Bodi (ok. 1882–1900) – chiński seminarzysta, męczennik

Pozostałe osoby
- Patryk Broniec (ur. 1993) – polski judoka
- Patryk Czarnowski (ur. 1985) – polski siatkarz
- Patrick M. S. Blackett (1897–1974) – brytyjski fizyk
- Patrick Bruel (ur. 1959) – francuski piosenkarz i aktor
- Patrick Buchanan (ur. 1938) – amerykański polityk i dziennikarz
- John Patrick Cody (1907–1982) – amerykański duchowny katolicki, kardynał
- Patrick Cranshaw (1919–2005) – amerykański aktor
- Patrick Dempsey (ur. 1966) – irlandzko-amerykański aktor
- Patrick Depailler (1944–1980) – francuski kierowca Formuły 1
- Patryk Dobek (ur. 1994) – polski lekkoatleta
- Patrick Duffy (ur. 1949) – amerykański aktor
- Patrice Evra (ur. 1981) – francuski piłkarz
- Patrick Ewing (ur. 1962) – amerykański koszykarz
- Patrick Friesacher (ur. 1980) – austriacki kierowca Formuły 1
- Patrick Hillery (1923–2008) – irlandzki polityk, członek Fianna Fáil, prezydent Irlandii w latach 1976–1990
- Patryk Jaki (ur. 1985) – polski polityk
- Patryk Jakubowski (1992–2010) – reprezentant Polski juniorów w strzelectwie sportowym
- Patryk Janik (ur. 1983) – polski judoka
- Patrick John (ur. 1938) – polityk Dominiki
- Patrick Kavanagh (1904–1967) – irlandzki poeta
- David Patrick Kelly (ur. 1952) – amerykański aktor
- Patrick Kluivert (ur. 1976) – holenderski piłkarz
- Patryk Kosenda (ur. 1993) – polski poeta
- Patryk Kuchczyński (ur. 1983) – polski piłkarz ręczny
- Patrick Küng (ur. 1989) – szwajcarski narciarz alpejski
- Patryk Łoziak (ur. 1998) – polski judoka
- Patryk Małecki (ur. 1988) – polski piłkarz
- Patrick Marleau (ur. 1979) – kanadyjski hokeista
- Patrick Nuo (ur. 1982) – szwajcarski piosenkarz
- Patrick O’Boyle (1896–1987) – amerykański duchowny katolicki, kardynał
- Patrick O’Brian (1914–2000) – brytyjski pisarz
- Patrick „Pat” O’Callaghan (1905–1991) – irlandzki lekkoatleta, młociarz, dwukrotny mistrz olimpijski
- Sean Patrick O’Malley (ur. 1944) – amerykański duchowny katolicki, arcybiskup, kapucyn
- Patryk Pniewski (ur. 1991) – polski aktor
- Patryk Rachwał (ur. 1981) – polski piłkarz
- Patrick Rafter (ur. 1972) – australijski tenisista
- Patrik Schick (ur. 1996) – czeski piłkarz
- Patrik Sjöberg (ur. 1965) – szwedzki skoczek wzwyż
- Patrick Stewart (ur. 1940) – brytyjski aktor
- Patrick Süskind (ur. 1949) – niemiecki pisarz oraz autor scenariuszy
- Patrick Swayze (1952–2009) – amerykański aktor
- Patrick Tambay (ur. 1949) – francuski kierowca Formuły 1
- Patryk Vega (ur. 1977) – polski reżyser i scenarzysta
- Patrick Vieira (ur. 1976) – francuski piłkarz
- Patrick White (1912–1990) – australijski prozaik, noblista
- Patrick Wilson (ur. 1952) – amerykański aktor.